# Цутухильский язык
Цутухильский — язык народа цутухили, один из майяских языков. Распространён к югу от озера Атитлан в Гватемале. Близкородственен таким языкам как какчикельский и киче. Число носителей — около 84 тыс. чел. Выделяют 2 диалекта: восточный (около 50 тыс. носителей на 1998 г.) и западный (около 33 800 носителей на 1990 г.).
Большинство носителей владеют испанским в качестве второго языка, хотя люди старшего поколения и население наиболее отдалённых населённых пунктов зачастую испанского не знают. Дети также не учат испанский до того, как они идут в школу, хотя важность знания этого языка растёт с развитием в регионе туризма.

## Примеры лексики
- maltyoox — 'спасибо'
- saqari — 'доброе утро'
- xqa’j q’iij — добрый день
- xok aaq’a' — 'доброй ночи'
- na’an — 'до свидания'
- jo' — 'пойдём!'
- utz aawach — 'как дела?'
- jee' — 'да'
- mani' — 'нет'